# Дунаев, Владимир Павлович
Влади́мир Па́влович Дуна́ев (1929—1988) — советский журналист-международник, политический обозреватель Центрального телевидения и Всесоюзного радио, киносценарист. Лауреат Государственной премии (1976).

## Биография
Окончил международно-правовой факультет МГИМО. Во время учёбы сотрудничал в многотиражных газетах и на радио.
В 1951—1963 годы работал в международном отделе газеты «Труд».
С 1963 года — комментатор в Гостелерадио. Политический обозреватель Центрального телевидения и Всесоюзного радио, работал корреспондентом в Великобритании и США.
Преподавал на кафедре международной журналистики МГИМО.
Автор идеи названия информационной программы «Время». Автор множества репортажей из разных стран мира, один из ведущих программ «Сегодня в мире» и «Международная панорама».

«Сами писали свой текст В. Дунаев, А. Потапов. И. Кудрин и В. Цветов. Остальные приглашали машинисток и надиктовывали им свой текст.
По суфлёру работали все политобозреватели, кроме А. Потапова и В. Дунаева. Первый обладал феноменальной памятью. Запоминал свой текст дословно, а В. Дунаев — не видел свой текст на суфлёре из-за плохого зрения. Машинистки печатали ему текст большими буквами, который он читал в эфире.

В. Дунаев был настоящим профессионалом. Он очень требовательно относился к видеоряду. Заранее отсматривал „картинку“, писал текст точный, сочный, яркий. Перед эфиром внимательно слушал информационные выпуски Би-Би-Си по радиоприёмнику. Он никогда не пропускал важных событий. Иногда заставлял перевёрстывать весь выпуск, чтобы важную тему дать в начале».
Сценарист и ведущий документальных фильмов по международной тематике. Член СК СССР.
В последние годы жизни — собственный корреспондент ЦТ в США.
Умер 11 октября 1988 года в Вашингтоне в результате сердечного приступа. Похоронен в Москве на Кунцевском кладбище.

## Увлечение
В молодости Дунаев был достаточно сильным шахматистом. В 1946 г. он участвовал в юношеском чемпионате СССР. Дунаев набрал 5½ из 15 и занял 10 место, опередив будущих гроссмейстеров В. Л. Корчного и Н. В. Крогиуса, а также будущих мастеров А. Н. Буслаева и Я. Д. Ровнера (Крогиуса и Буслаева он при этом победил в личных встречах). Известность приобрела партия из этого соревнования, которую Дунаев проиграл будущему чемпиону мира Т. В. Петросяну. Она вошла в посмертный сборник лучших партий Петросяна и использовалась в качестве яркого примера позиционной жертвы качества. В 1949 г. Дунаев участвовал в чемпионате ДСО «Буревестник». Партия, выигранная им у Б. Н. Каталымова, была помещена в журнале «Шахматы в СССР» с примечаниями И. А. Кана. В конце своих комментариев Кан отметил значимость партии для теории французской защиты.

## Награды и премии
- орден Трудового Красного Знамени
- орден «Знак Почёта»
- Государственная премия СССР (1976) — за сценарий фильма «Программа мира в действии»
- премия СЖ СССР

## Фильмография

### Документальные фильмы
- «В мире бизнеса». Сценарии документального сериала опубликованы в трёх томах. В книги включены сценарии фильмов: Книга 1 — «Тайна Дональда Кроухорста», «Промышленный шпионаж», «Империя азарта», «Процесс о трех миллиардах», «Торговцы оружием». Книга 2 — «Единственный дубль», «Сделка века», «Скандал века», «Солдаты до востребования», «Таинственные треугольники», «Невидимки», «Мисс Этикетка», «Золото», «Восстание», «Мираж». Книга 3 — «Пикник в Сан-Диего», «Уголок ораторов», «Застенок», «Оборотень», «Алмазы», «Расплата», «Три, два, один, ноль», «Да не оскудеет рука дающего…», «О. В.», «Мошенник века».

### Сценарии художественных фильмов
- 1976 — Фаворит (консультант)
- 1983 — Последний довод королей (по роману Ф. Нибела и Ч. Бейли «Семь дней в мае»)
- 1986 — Гонка века

### Роли в кино
- 1983 — Последний довод королей — телеведущий
- 1987 — Этот фантастический мир. Выпуск 12 (фильм-спектакль) — журналист, берущий интервью у Айзека Азимова

## Книги
- Дунаев В. П., Орлов Д. К. Ивановские миллионы. — М.: Профиздат, 1960.
- Дунаев В. П. Осторожно, в джунглях засада. — М.: Наука, 1967.
- Дунаев В. П. И наступил сезон победы. Литературные сценарии документальных телефильмов. — М.: Искусство, 1976.
- Дунаев В. П. В мире бизнеса. Сценарии документальных телефильмов. — М.: Искусство, 1977.